# Daria Górka
Daria Górka - (ur. 16 czerwca 1992 w Tczewie) polska dziennikarka, prezenterka telewizyjna i reporterka, autorka książek, prowadząca program Uwaga! TVN

## Życiorys
Ukończyła I Liceum Ogólnokształcące w Gdańsku. Absolwentka Dziennikarstwa i Dokumentalistyki na Uniwersytecie Warszawskim. Od 2013 roku związana z TVN24, m.in. była reporterką programu Czarno na białym. Prowadziła programy w TVN24 BiS: "Dzień na BiS", "Alarm dla ziemi", "Fakty o świecie". Jest autorką cyklu o przemocy "Za zamkniętymi drzwiami" w TVN24 GO.
We wrześniu 2023 roku została prowadzącą program Uwaga! TVN, jako pierwsza kobieta w historii. 

## Publikacje
Jest autorką książki Aż do śmierci (wyd. Mova, 2019) poświęconej przemocy domowej. W 2023 roku nakładem wydawnictwa RM wydała książkę Piekło kobiet PL przedstawiającą rzeczywistość po zmianie prawa aborcyjnego.

## Nagrody
W 2016 roku zdobyła nagrodę im. Dariusza Kmiecika za najlepszy reportaż roku ("To była świadoma decyzja prof. Chazana, że nasze dziecko będzie umierało w cierpieniach"). Laureatka nagrody Intermedia Globe Gold na World Media Festiavals 2022. Nominowana do nagrody im. Teresy Torańskiej za najlepszy dziennikarski materiał medialny w 2023.